# Cuculus canorus
Il cuculo o cuculo eurasiatico o cuculo comune  (Cuculus canorus Linnaeus, 1758) è un uccello membro della famiglia Cuculidae.
È voce onomatopeica che deriva dal verso caratteristico "cu-cu, cucù" di questo uccello che in alcune regioni italiane è chiamato cucco, cucù, cuccù, cuccu oppure cucu. La pronuncia tradizionalmente preferita della parola è cucùlo ( [kuˈkuːlo]), che riflette l'accentazione solitamente percepita del verso e resa con cucù, ma oggi prevale la variante sdrucciola cùculo ([ˈkukulo]).

## Descrizione
Il cuculo è lungo circa 30–35 cm, ha un'apertura alare di 55–60 cm e pesa 70-160 g. 
Il piumaggio è sull'azzurro nella parte superiore, mentre nella femmina talvolta può essere rossiccio. 
Nella parte inferiore è più chiaro con strisce trasversali scure. Possiede zampe corte, ali lunghe e sottili alla fine, coda lunga, più grossa alla radice.

## Distribuzione e habitat
Il cuculo è diffuso in Eurasia e in Africa. Sverna in Africa meridionale mentre nidifica in Europa e in Africa settentrionale.
Vive praticamente in ogni ecosistema, preferisce comunque i boschi, specialmente luminosi e con un ricco sottobosco, di collina e pianura.

## Biologia

### Riproduzione

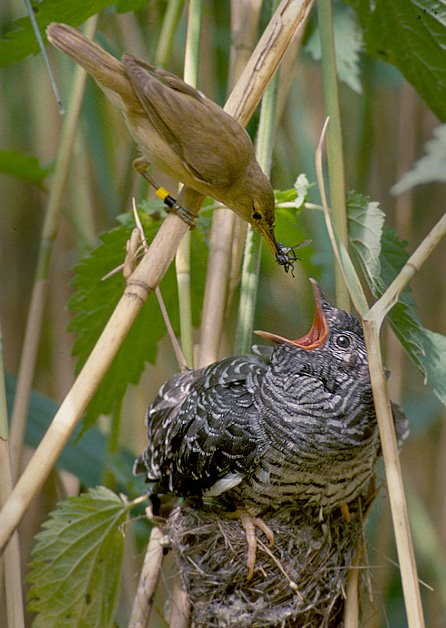
Nidiaceo di cuculo imbeccato da una cannaiola, sua "madre adottiva"

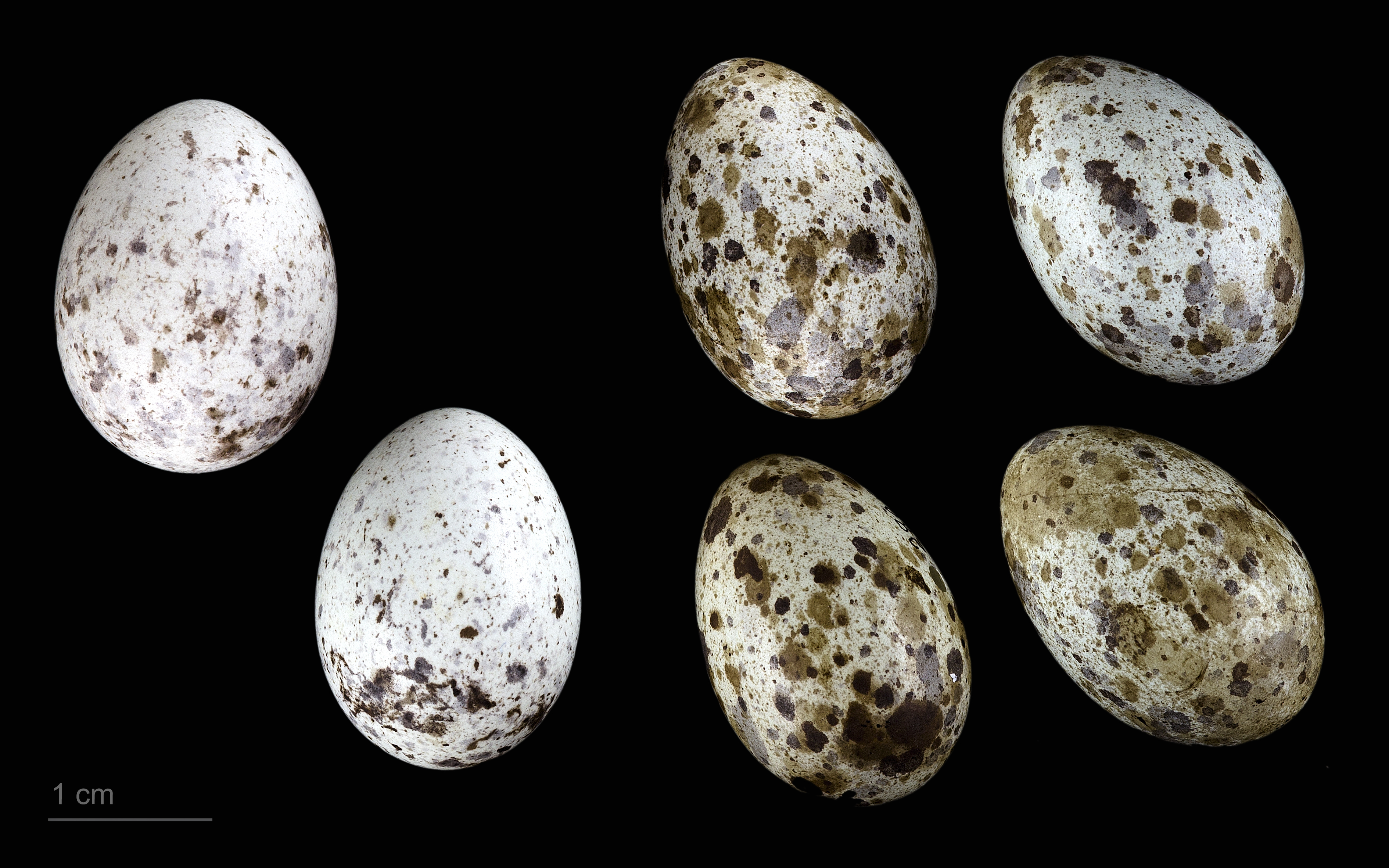
Cuculus canorus canorus + Acrocephalus arundinaceus

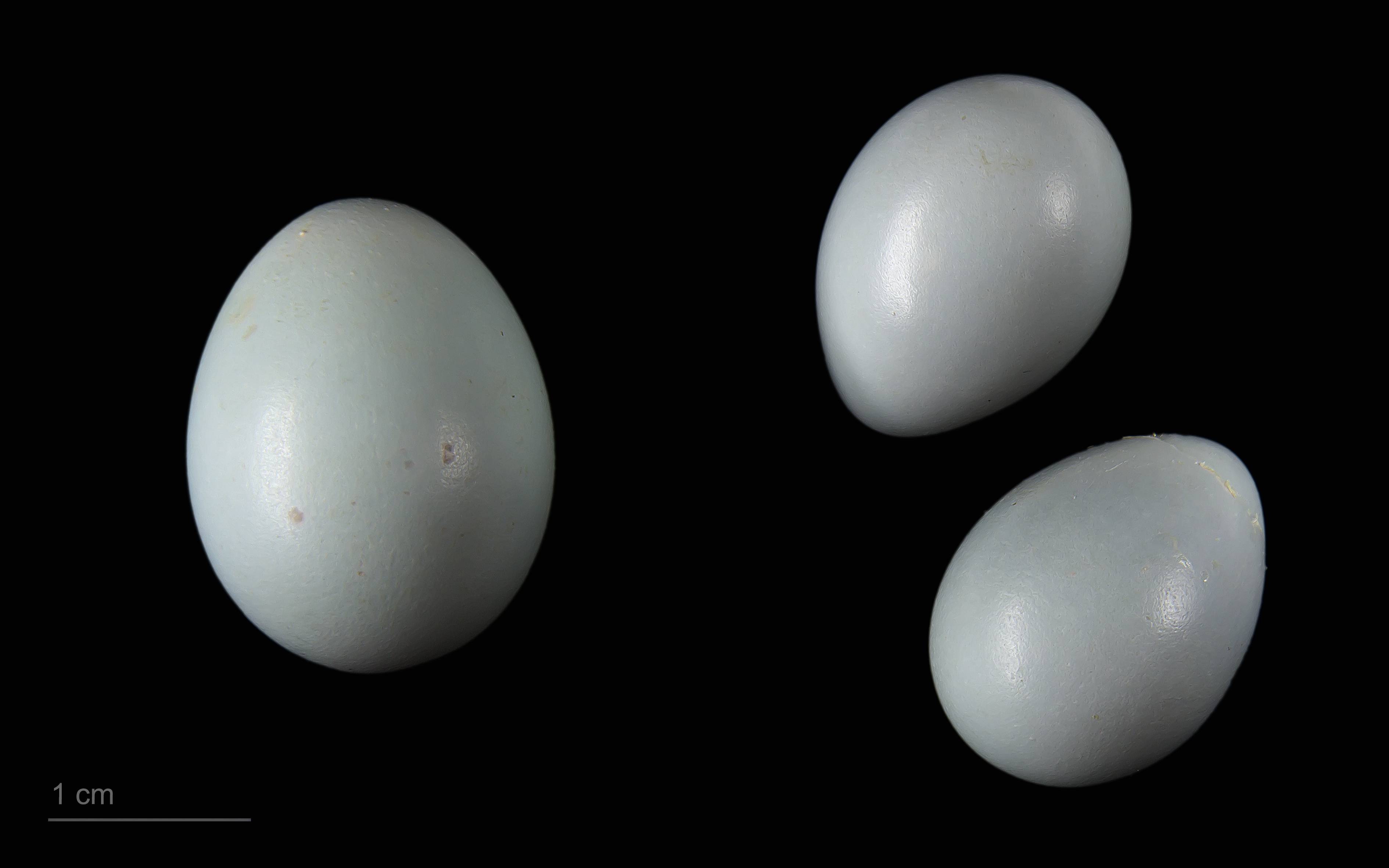
Cuculus canorus bangsi + Phoenicurus moussieri

Il cuculo è noto per la sua peculiare caratteristica del parassitismo di cova. Esso consiste nel deporre il proprio uovo all'interno del nido di altri uccelli (una cinquantina di specie di Passeriformi, maggiormente cannaiole, capinere, forapaglie, ballerine e averle e anche drongo africano); questo perché il cuculo adulto si nutre di un'alimentazione diversa da quella dei piccoli, mentre altri uccelli, per esempio le cannaiole, hanno la stessa alimentazione. La femmina depone un solo uovo in ogni nido da aprile in poi, per un totale di circa 15-20 giorni. Le uova somigliano molto a quelle della specie "ospite" ma il tipo di uova varia in base alla specie.
Alla schiusa, che di norma avviene dopo circa 12 giorni, il piccolo del cuculo, con l'aiuto del dorso, si sbarazza delle altre uova non ancora schiuse presenti nel nido rimanendo quindi come unico ospite del nido. I genitori adottivi vengono ingannati da questo comportamento e nutrono il cuculo come se fosse un proprio nidiaceo per 2-3 settimane.
Si è scoperto che i cuculi, dato che non devono occuparsi dei piccoli, migrano nei quartieri di svernamento subito dopo aver deposto le uova.

### Alimentazione
Il cuculo si nutre di insetti vari, bruchi (come la processionaria), molluschi e ragni.

## Tassonomia
Cuculus canorus ha quattro sottospecie:
- Cuculus canorus canorus
- Cuculus canorus bangsi
- Cuculus canorus subtelephonus
- Cuculus canorus bakeri

## Musica
Georg Friedrich Händel compose un famoso concerto per organo e orchestra chiamato Il cuculo e l'usignolo (HWV 295) a causa dell'imitazione del canto di questi due uccelli da parte dell'organo all'interno del secondo movimento.
Un altro celebre brano è la Toccata con lo scherzo del cucco di Bernardo Pasquini, ripreso e orchestrato da Ottorino Respighi nella sua suite orchestrale Gli uccelli.
Un altro brano in cui compare il cucù è nel Festino nella sera del Giovedì grasso avanti cena, op. 18: Capricciata e Contrappunto bestiale alla mente di Adriano Banchieri, degli inizi '600, dove il cucù s'inserisce insieme a cane, gatto e chiurlo a verseggiare per onomatopee carnascialesche.
Antonio Vivaldi, ne Le quattro stagioni, alla battuta 31 dello spartito del suo concerto Estate ha inserito la dicitura "IL CUCCO", mentre nel sonetto che accompagna il concerto c'è il verso che dice "Scioglie il cucco la voce", da cui si deduce che dalla battuta 31 del suo concerto Estate riproduce in musica il canto del cuculo.
Il "Cucù" è anche il brano n. 9 nel Carnevale degli animali di Saint Saëns, dove nel bosco misterioso, ritratto dai pianoforti, s'inserisce il verso del cuculo introdotto dalle misteriose comparse del clarinetto.
"Cucù" è il verso che appare durante il ritornello del brano popolare Il cucù, interpretato anche da Orietta Berti.
La canzone del cucù di Marvin Hatley è il tema delle comiche di Stan Laurel e Oliver Hardy.

## Cinema
- Qualcuno volò sul nido del cuculo, film di Miloš Forman, è uno dei soli tre film nella storia del cinema ad aver vinto tutti e cinque gli Oscar principali (miglior film, miglior regista, miglior attore, miglior attrice, migliore sceneggiatura non originale). Il film è una denuncia dei metodi disumani utilizzati negli ospedali psichiatrici statunitensi; difatti, l'espressione "nido del cuculo" è una delle forme gergali che indica un "manicomio".
- Il film di fantascienza Il villaggio dei dannati del 1960 e il remake del 1995 sono adattamenti del romanzo di John Wyndham del 1957 The Midwich Cuckoos, ovvero "I cuculi di Midwich" (nell'edizione italiana I figli dell'invasione). Nel romanzo (e nei film) tutte le donne in età fertile di una cittadina vengono inseminate a loro insaputa da una razza aliena.
- Il film di fantascienza Vivarium del 2019 mostra nella sequenza di apertura i primi momenti di vita di un cuculo nel nido. Anche la trama del film è incentrata su un bambino cresciuto da una famiglia non sua.
- Uno dei personaggi che compaiono nel film d'animazione in videocassetta Il Paese degli animali (titolo originale: Animaland o David Hand's Animaland) è un cuculo; si tratta di un lungometraggio animato in stile film collettivo diretto da David Hand tra il 1948 ed il 1949, e distribuito interamente a partire dal 1997 dalla compagnia statunitense International Entertainment Enterprises, pubblicandolo esclusivamente per il mercato home-video. Il cartone, composto in totale da nove cortometraggi inizialmente prodotti per la distribuzione cinematografica, vede come protagonisti animali antropomorfi in forma anatomica caricaturale basati su diverse specie tipiche del sottobosco, in particolare scoiattoli. La distribuzione italiana in DVD è stata organizzata dalla compagnia PFA Films, ed il doppiaggio italiano comprende le voci di Luca Barbareschi e Claudio Lippi.

## Orologeria
Alcuni orologi sono chiamati orologi a cucù in quanto includono una suoneria che imita il verso del cuculo allo scandire delle ore.